# Faustino Cordón
Faustino Cordón Bonet (Madrid, 22 de enero de 1909 - 22 de diciembre de 1999), fue un farmacéutico y biólogo español.

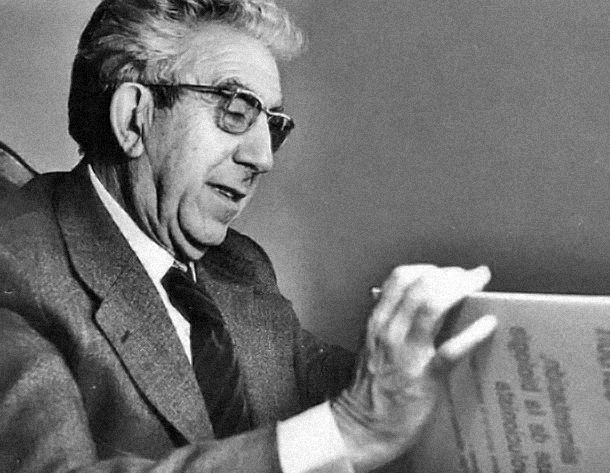
Faustino leyendo la primera parte de su Tratado Evolucionista de Biología

Doctor en farmacia en la Universidad de Madrid, destacó por sus investigaciones en el campo de la biología evolutiva. Creador en 1979, de la fundación para la investigación sobre la biología evolucionista. También es nieto del catedrático de química orgánica de la Universidad de Madrid Baldomero Bonet y Bonet.
Autor de la teoría evolucionista recogida en su extensa obra que integra de un modo crítico los conocimientos de la ciencia experimental y da respuesta a un nuevo orden de problemas biológicos: cómo surgen, cuál es la naturaleza, y cuál es la secuencia evolutiva de los principales tipos de seres vivos. Caracteriza a éstos por su capacidad de acción y experiencia en su medio específico.
Postula la existencia de seres vivos de tres niveles de integración (un nivel constituido por las proteínas globulares, un nivel constituido por las células y un nivel constituido por los animales) de modo que cada ser vivo de un nivel resulta de la acción conjunta los seres vivos de nivel inferior que integran su soma.
Sistematiza su trabajo de investigación en su obra principal Tratado de Biología Evolucionista que divide en tres partes: una Parte Primera dedicada a naturaleza y evolución de la proteína, una Parte Segunda dedicada al origen, naturaleza y evolución de la célula, y una Parte Tercera dedicada al origen, naturaleza y evolución de los animales (incluido el hombre). A su muerte quedó pendiente la Parte Tercera aunque hay numerosos textos en otros libros en los que adelanta su interpretación sobre ella.
Faustino Cordón realizó el grueso de su trabajo científico durante la dictadura franquista, siempre desde los márgenes de las instituciones académicas de las que fue rechazado por su compromiso político primero y su actitud crítica con la ciencia oficial después.
Faustino Cordón falleció el 22 de diciembre de 1999 con casi 91 años.